# Cleidion
Cleidion es un género de fanerógamas perteneciente a la familia Euphorbiaceae. Comprende 25 especies que se desarrollan en regiones pantropicales.

## Taxonomía
El género fue descrito por Carl Ludwig Blume y publicado en Bijdragen tot de flora van Nederlandsch Indië 612. 1826. La especie tipo es: Cleidion javanicum Blume 

## Especies seleccionadas
- Cleidion alongense  Bennet & Sum.Chandra
- Cleidion bishnui Chakrab. & M.Gangop.
- Cleidion bracteosum Gagnep.
- Cleidion brevipetiolatum  Pax & K.Hoffm.
- Cleidion castaneifoliumMüll.Arg.
- Cleidion coriaceum Baill.
- Cleidion javanicum Blume
- Cleidion lochmios McPherson
- Cleidion nitidumThwaites ex Kurz
- Cleidion populifolium Zipp. ex Span.
- Cleidion prealtum Croizat
- Cleidion spiciflorum Merr.
- Cleidion tricoccum Rusby ex Pax & K.Hoffm.
- Cleidion viridiflorum S.Moore
- Cleidion woodsonianum Croizat

etc.